# The Clodhopper
The Clodhopper is een Amerikaanse filmkomedie uit 1917 onder regie van Victor Schertzinger.

## Verhaal
Everett Nelson is een eenvoudige boerenzoon. Omdat hij onrechtvaardig wordt behandeld op de boerderij, loopt hij weg naar de grote stad. Daar maakt hij kennis met een impresario die gelooft dat hij geknipt is voor de rol van boerenkinkel in zijn nieuwste toneelstuk. Everett wordt in geen tijd beroemd. Wanneer dat nieuws zijn thuisstad bereikt, gaan de poppen aan het dansen.

## Rolverdeling
| Acteur            | Personage      |
| ----------------- | -------------- |
| Charles Ray       | Everett Nelson |
| Charles K. French | Isaac Nelson   |
| Margery Wilson    | Mary Martin    |
| Lydia Knott       | Mevrouw Nelson |
| Tom Guise         | Karl Seligman  |